# Campanha de Saratoga
A Campanha de Saratoga em 1777 foi uma tentativa do alto-comando britânico para a América do Norte de conseguir controlar o importante e estratégico vale do rio Hudson durante a Guerra da Independência dos Estados Unidos. A campanha terminou com a rendição do exército britânico que, de acordo com o historiador Edmund Morgan, "foi um importante ponto de viragem na guerra, porque permitiu à América receber apoio exterior, o último elemento necessário para a vitória.
A primeira acção da campanha foi planeada e iniciada pelo general John Burgoyne. No comando de uma força de 8 mil homens, seguiu para sul em Junho desde a Província do Quebeque, passando pelo Lago Champlain, até Nova Iorque; depois, desde o Vale de Hudson até Saratoga. De início, as suas tropas passaram por algumas escaramuças com os defensores Patriotas, obtendo resultados diferentes. Depois, após derrota na Batalha de Saratoga em Setembro e Outubro, dada a sua situação deteriorante e a crescente dimensão do exército americano, Burgoyne foi obrigado a render-se ao general Horatio Gates a 17 de Outubro.
Todos os planos elaborados em Londres fracassaram. O coronel Barry St. Leger recebeu instruções para ir para leste de Albany através do vale do rio Mohawk, mas foi obrigado a retirar durante o cerco ao Forte Stanwix após ter perdido os seus aliados índios. A principal expedição a partir do sul nunca se concretizou devido a má comunicação com Londres, quando o general William Howe enviou o seu exército para tomar Filadélfia em vez de o mobilizar para o rio Hudson, para apoiar Burgoyne. No início de Outubro, foi realizado um último esforço para reforçar as tropas de Burgoyne a partir de Nova Iorque, mas foi insuficiente e demasiado tarde.
A vitória americana representou um aumento enorme do moral da jovem nação. Mais importante ainda, convenceu França a entrar na guerra aliada aos Estados Unidos, participando financeiramente, com soldados e munições, e com a sua marinha.

### Principal
- Bennett, William J; Cribb, John (2008). The American Patriot's Almanac. [S.l.]: Thomas Nelson Inc. ISBN 978-1-59555-267-9
- Black, Jeremy (1991). War for America: The Fight for Independence, 1775–1783. New York: St. Martin's Press. ISBN 0-312-06713-5
- Boatner III, Mark Mayo (1974). Encyclopedia of the American Revolution. New York: McKay. ISBN 0-8117-0578-1
- Ferling, John E (2007). Almost a miracle: the American victory in the War of Independence. New York: Oxford University Press US. ISBN 978-0-19-518121-0. OCLC 85898929
- Ketchum, Richard M (1997). Saratoga: Turning Point of America's Revolutionary War. New York: Henry Holt. ISBN 978-0-8050-6123-9. OCLC 41397623
- Luzader, John F. Saratoga: A Military History of the Decisive Campaign of the American Revolution. New York: Savas Beatie. ISBN 978-1-932714-44-9
- Murphy, Jim (2007). The Real Benedict Arnold. New York: Clarion Books. ISBN 978-0-395-77609-4
- Nickerson, Hoffman (1928). The Turning Point of the Revolution. Port Washington, NY: Kennikat reprint. OCLC 549809
- Pancake, John S (1977). 1777: The Year of the Hangman. Tuscaloosa, Alabama: University of Alabama Press. ISBN 978-0-8173-5112-0. OCLC 2680804
- Scott, John Albert (1927). Fort Stanwix and Oriskany: The Romantic Story of the Repulse of St. Legers British Invasion of 1777. Rome, NY: Rome Sentinel Company. OCLC 563963
- Smith, William Henry (1882). The St. Clair Papers: The Life and Public Services of Arthur St. Clair. Cincinnati: Robert Clark. OCLC 817707
- Walworth, Ellen Hardin (1891). Battles of Saratoga, 1777: the Saratoga Monument Association, 1856–1891. Albany: J. Munsell's Sons. OCLC 2183838
- Tousignant, Pierre; Dionne-Tousignant, Madeleine (1979). «La Corne, Luc de, Chaptes de La Corne La Corne Saint-Luc». In:  Halpenny, Francess G. Dictionary of Canadian Biography. IV (1771–1800) online ed. University of Toronto Press